# 阿久津隆一
阿久津 隆一（あくつ りゅういち、1950年4月18日 - ）は、栃木放送（CRT）のアナウンサー。栃木県出身。

## 概要
1990年頃に放送部から制作部へ異動、アナウンサー職を離れた。その後、報道部・営業部と渡り歩き2005年春、再びアナウンサーに復帰した。長年アナウンス職を離れていた人物のアナウンサー復帰は極めて異例である。
中高年世代リスナーを中心に「りゅう様」の愛称で絶大なる人気を博しており、かつて毎週火曜日放送の「みんなのラヂオ」サテライトスタジオやCRTの各種イベントには 阿久津アナウンサーに会うためにリスナーが集結する。2009年秋には徳間ジャパンより青山ユリが発売したシングルCDのカップリング曲に参加、デュエットを披露している。担当する番組内で月に関する話題を取り上げることが多く、リスナーから60歳の誕生日にプレゼントされた「月の土地」を1エーカー（約0.4ヘクタール）所有している。
2010年に定年を迎えたが引き続き嘱託で活動しており、平日の生ワイド番組パーソナリティーや定時のニュースを担当している。

## 出演番組
- 隆さま劇場 （金曜日13:00 - 18:20／2023年4月 - ）
- 足利花火大会カラオケ大会（毎年8月第1土曜日開催）

## 担当していた番組
- 奥様サロン（アシスタント）
- 夜はシャラリラ
- 隆一・由美子の まっぴらゴメン
- にこにこわいど
- CRT DAY WAVE（平日夕方のニュース番組）
- 気分爽快!ラジオDEゴー!
- シャラリラ歌謡曲
- みんなのラヂオ月曜・火曜担当（13:15-16:00／2010年4月5日 - ）
- しもつけ歌謡ストリート（日曜16:00-18:30）- 不定期で担当
- みどりと森とあなた（日曜7:45-8:00）- 制作担当

他、多数